# Горња Требиња
Горња Требиња је насељено мјесто у саставу града Карловца, на Кордуну, у Карловачкој жупанији, Република Хрватска.

## Географија
Горња Требиња се налази око 13 км југоисточно од Карловца.

## Историја
Горња Требиња се од распада Југославије до августа 1995. године налазила у Републици Српској Крајини.

## Култура
Православна парохијска црква Рођења Пресвете Богородице саграђена је ван насеља на месту старије цркве брвнаре 1843. године као једнобродна грађевина са уским полукружним светилиштем и звоником на средишњој линији изнад фасаде. Црква је запаљена у Другом светском рату од стране усташа.

## Становништво
Према попису становништва из 2011. године, насеље Горња Требиња је имало 169 становника.
| Националност       | 1991. | 1981. | 1971. | 1961. |
| Срби               | 222   | 227   | 330   | 393   |
| Југословени        | 5     | 66    | 20    |       |
| Хрвати             | 24    | 21    | 44    | 41    |
| Македонци          |       |       | 2     |       |
| Црногорци          |       |       | 1     | 1     |
| Мађари             |       |       |       | 1     |
| остали и непознато | 8     | 7     |       | 9     |
| Укупно             | 259   | 321   | 397   | 445   |

| Демографија | Демографија | Демографија |
| Година      | Становника  | Становника  |
| ----------- | ----------- | ----------- |
| 1961.       | 445         |             |
| 1971.       | 397         |             |
| 1981.       | 321         |             |
| 1991.       | 259         |             |
| 2001.       | 236         |             |
| 2011.       |             | 169         |

## Попис 1991.
На попису становништва 1991. године, насељено место Горња Требиња је имало 259 становника, следећег националног састава:
| Попис 1991.‍  | Попис 1991.‍  | Попис 1991.‍ | Попис 1991.‍ | Попис 1991.‍ |
| ------------ | ------------ | ----------- | ----------- | ----------- |
|              |              |             |             |             |
| Срби         | Срби         |             | 222         | 85,71%      |
| Хрвати       | Хрвати       |             | 24          | 9,26%       |
| Југословени  | Југословени  |             | 5           | 1,93%       |
| неопредељени | неопредељени |             | 7           | 2,70%       |
| непознато    | непознато    |             | 1           | 0,38%       |
| укупно: 259  |              |             |             |             |